# Ikedosoma qingdaoense
Ikedosoma qingdaoense is een lepelworm uit de familie Thalassematidae.
De wetenschappelijke naam van de soort werd in 1994 gepubliceerd door F. Li, W. Wang & H. Zhou.